# Charles Mason

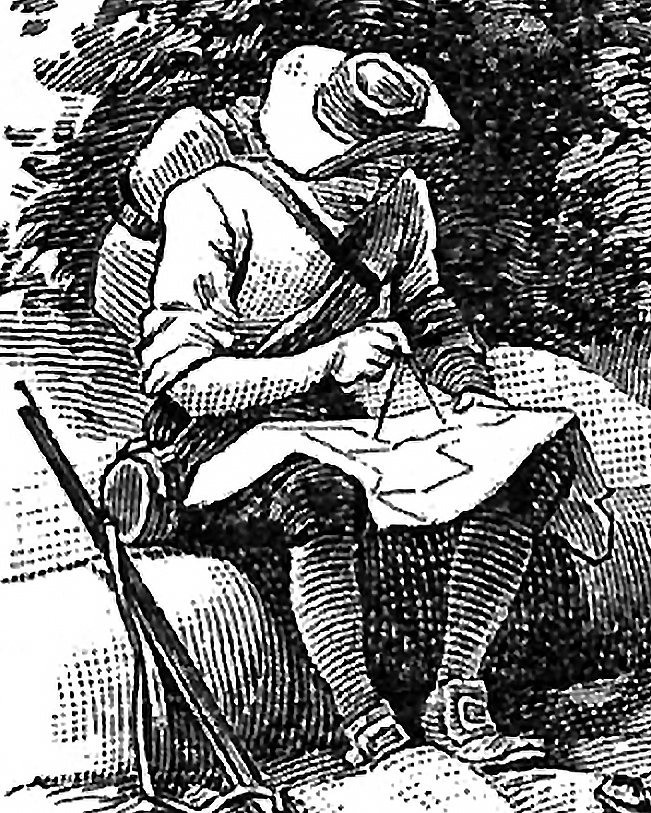
Charles Mason

Charles Mason (Oakridge, aprile 1728 – Filadelfia, 25 ottobre 1786) è stato un astronomo britannico, noto per aver tracciato quella che in seguito è stata chiamata Linea Mason-Dixon.

## Biografia
Jeremiah Dixon fece da assistente a Charles Mason nel 1761 quando la corona inglese scelse Mason per osservare il transito di Venere da Sumatra. Comunque il loro viaggio a Sumatra fu deviato e sbarcarono invece a Capo di Buona Speranza, nell'attuale repubblica Sudafricana, dove fu osservato il transito del pianeta il 6 giugno del 1761.
Dixon e Mason firmarono un accordo nel 1763 con i proprietari terrieri di Pennsylvania e Maryland, Thomas Penn e Frederick Calvert, assistendoli nella risoluzione di una disputa di confine tra i due Stati, tracciando quella oggi nota come Linea Mason-Dixon. Arrivarono a Filadelfia nel novembre del 1763 e cominciarono a lavorare intorno alla fine dell'anno. La loro indagine non fu completata prima della fine del 1766. Inoltre definirono un metro di misurazione per la gravità con gli stessi strumenti usati da Dixon con Maskelyne nel 1761. Prima di ritornare in Inghilterra nel 1768 furono dichiarati cittadini americani, grazie ai loro sforzi come promotori della conoscenza nella città di Filadelfia.
Il cratere lunare Mason prende nome da lui, come anche l'asteroide 3131 Mason-Dixon (insieme a Jeremiah Dixon).

## Media
Charles Mason è uno dei protagonisti del romanzo di Thomas Pynchon del 1997 intitolato Mason & Dixon. La canzone Sailing to Philadelphia di Mark Knopfler, tratta dall'omonimo album, si riferisce a Mason e Dixon, e fu ispirata dal libro di Pynchon.